# مارکو جیامبرونو
مارکو جیامبرونو (انگلیسی: Marco Giambruno؛ زادهٔ ۴ دسامبر ۱۹۸۴) بازیکن فوتبال اهل ایتالیا است.
از باشگاه‌هایی که در آن بازی کرده‌است می‌توان به باشگاه فوتبال کومو، باشگاه فوتبال آ.اس. رم، باشگاه فوتبال پیزا، و باشگاه فوتبال ارورا پرو پاتریا ۱۹۱۹ اشاره کرد.